# Kaycee Stroh

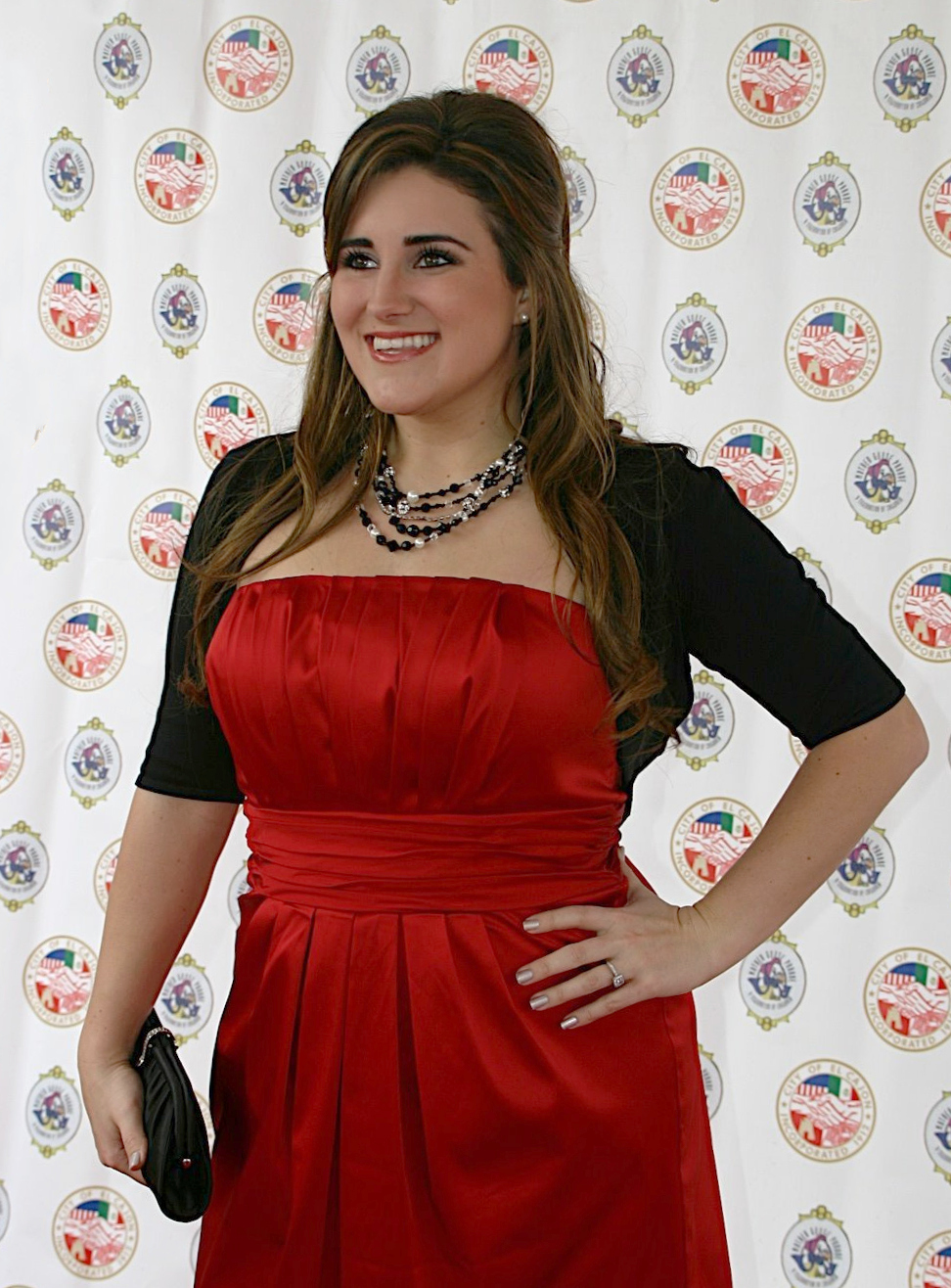
Kaycee Stroh

Kaycee Stroh (* 29. Mai 1984 in Salt Lake City, Utah) ist eine US-amerikanische Schauspielerin, Sängerin und Tänzerin, die vor allem bekannt ist durch ihre Rolle als Martha Cox in High School Musical und dessen beiden Fortsetzungen.

## Karriere
Stroh war in High School Musical, High School Musical 2 und High School Musical 3: Senior Year als Martha Cox zu sehen. Diese stellt ein schlaues Mädchen dar, das heimlich gerne tanzt. Sie bekam die Rolle, nachdem sie mit ihren Tanzschülern zu den Castings für High School Musical ging. Daraufhin erlangte sie weitere Rollen in Filmen und Serien.

## Privatleben
Stroh wurde in Salt Lake City, Utah als Tochter von Cindy und Bruce Stroh geboren. Sie hat zwei ältere Schwestern, die ebenfalls Tänzerinnen waren.
In einem Interview mit People sprach Stroh über ihr Übergewicht, ihre starke Gewichtszunahme und ihre Bettlägerigkeit durch ein Blutgerinnsel in ihrer Wade nach einer Knieoperation. Sie ist zudem Vertreterin mehrerer Wohltätigkeitsorganisationen.
Am 9. Januar 2009 heiratete Stroh Ben Higginson. Bei der Zeremonie waren mit Zac Efron, Vanessa Hudgens, Ashley Tisdale, Lucas Grabeel, Monique Coleman, Olesya Rulin, Chris Warren Jr., Ryne Sanborn und Kenny Ortega viele ihrer Kollegen aus High School Musical anwesend. Das Paar hat zwei Töchter, Zetta Lee (* 8. Mai 2013) und Lettie Louise (* 15. Oktober 2015).

## Filmografie
- 2004: Ammon and King Lamoni
- 2006: High School Musical (Fernsehfilm)
- 2006/2008: Hotel Zack & Cody (Fernsehserie, zwei Folgen)
- 2007: High School Musical 2 (Fernsehfilm)
- 2008: High School Musical 3: Senior Year
- 2008: Mother Goose Parade (Fernsehspecial)
- 2009: Hannah Montana – Der Film (Hannah Montana: The Movie, Cameo-Auftritt)
- 2010: Celebrity Fit Club (Reality-TV-Show, fünf Folgen)
- 2010: Telephone (Musikvideo von Lady Gaga feat. Beyoncé)
- 2010: The League (Fernsehserie, Folge High School Reunion)
- 2011: Shapetown, USA (Fernsehserie, vier Folgen)
- 2018: Story of Andi (Andi Mack; Fernsehserie, Folge Andi's Choice)
- 2019: High School Musical: The Musical: The Series (Fernsehserie, Folge What Team?)

## Diskografie
- 2006: High School Musical Soundtrack
- 2007: High School Musical 2 Soundtrack
- 2008: Disneymania 6
- 2008: Princess DisneyMania
- 2008: High School Musical 3: Senior Year Soundtrack